# ウェイン・トゥープス

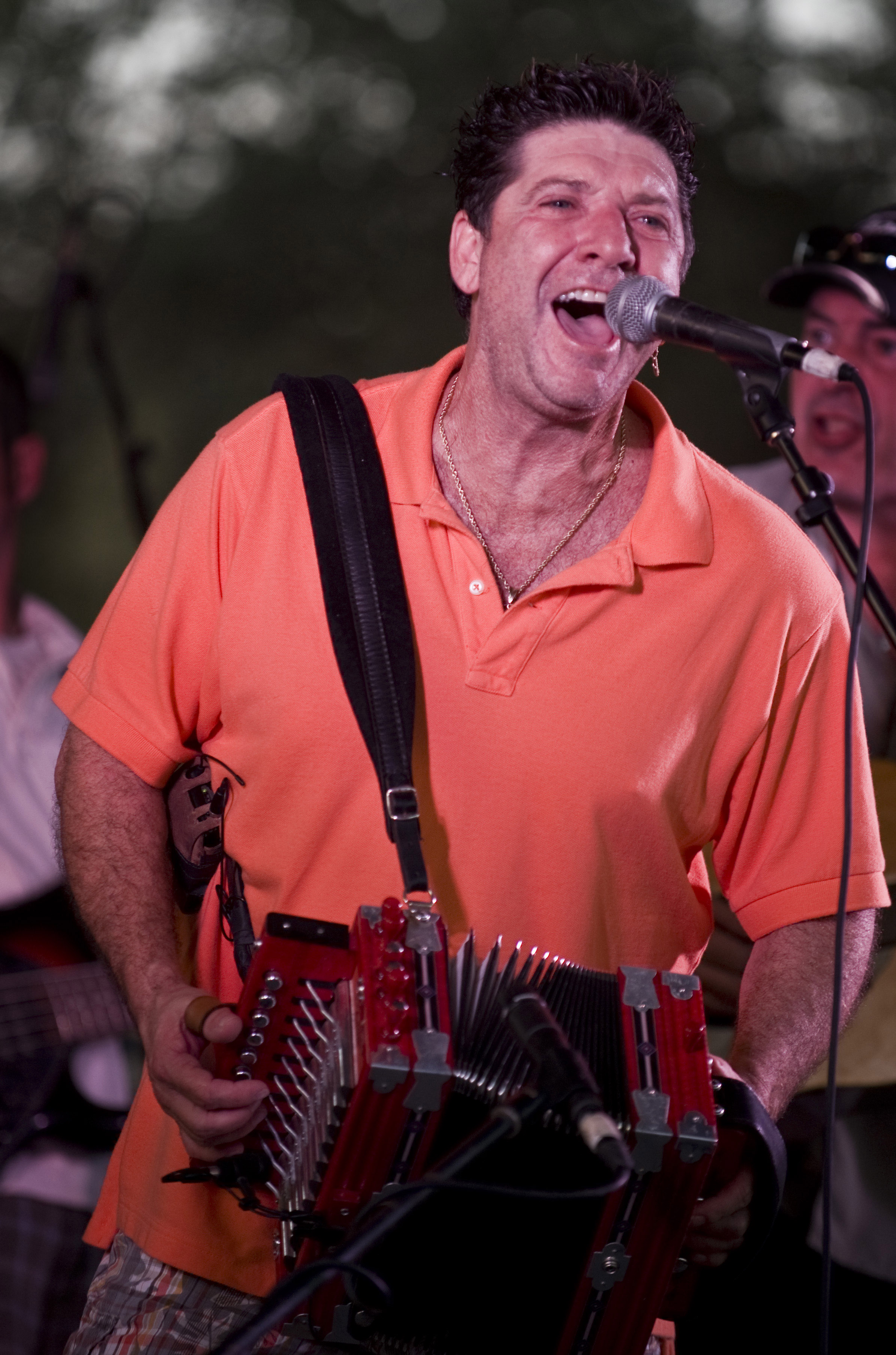
ウェイン・トゥープス

ウェイン・トゥープス（Wayne Toups、1958年10月2日 - ）はアメリカ合衆国ルイジアナ州ラファイエット出身のケイジャン・アーティスト（シンガー、アコーディオン奏者）。ザディコ、ロックなどの要素を取り入れたサウンドは幅広いファンを獲得し、ケイジャン・アーティストとしては、最も人気のある一人である。自身のバンド、ザディケイジャンを率いて活動中。

## ディスコグラフィー
- Reflections of the Past (2005年)
- Whoever Said it Was Easy (2004年)
- Little Wooden Box (2000年)
- Best Of Wayne Toups (1999年)
- More Than Just A Little (1998年)
- Toups (1997年)
- Back To The Bayou (1995年)
- Down Home Live! (1992年)
- Fish Out Of Water (1991年)
- Johnnie Can't Dance (1990年)
- Zydecajun (1990年)
- Blast From The Bayou (1989年)
- 24/7-365